# 1463
1463 (MCDLXIII) var ett normalår som började en lördag i den julianska kalendern.

## Händelser

### Februari
- Februari – Ett rykte sprids i Mälardalen att Karl Knutsson (Bonde) ämnar återvända, varför Kristian I genomför en del repressalier.

### April
- 30 april – Karl Knutsson tillbakavisar offentligt danska anklagelser om att han skall ha smädat Kristian I.

### Juni
- Juni – Bosnien blir en del av Osmanska riket.[1]
- Midsommar – Ett uppror utbryter, lett av Linköpingsbiskopen Kettil Karlsson (Vasa) och med avsikt att avsätta Kristian I som kung av Sverige.

### Augusti
- 14 augusti – Kristian I låter fängsla ärkebiskopen och för honom till Danmark samt erövrar hans residens Almarestäkets borg.
- 21 augusti – Danskarna besegrar upprorsmännen i slaget på Helgeandsholmen framför Stockholm.

### Okänt datum
- Upplandsbönderna vägrar betala den nya skatten pålagd 1461. Ärkebiskopen Jöns Bengtsson (Oxenstierna)befriar dem från den.

## Födda
- 17 januari – Friedrich III, kurfurste av Sachsen
- 24 februari – Giovanni Pico della Mirandola, italiensk humanist och filosof.
- Caterina Sforza, italiensk regent.

## Avlidna
- 1 december – Maria av Gueldres, drottning av Skottland 1449–1460 (gift med Jakob II)
- Flavius Blondus, italiensk ämbetsman och humanist
- François Villon, fransk poet, anses ha dött efter detta år

### Fotnoter
1. ↑  World Statesmen (läst 7 april 2011)